# Imintanoute
Imintanoute (arabiska: امنتانوت) är en stad i Marocko. Den ligger i provinsen Chichaoua och regionen Marrakech-Safi, 400 km sydväst om huvudstaden Rabat. Antalet invånare var 20 837 vid folkräkningen 2014.